# Pieter Gouws
Pieter C. Gouws – południowoafrykański zapaśnik walczący w obu stylach. Wicemistrz Afryki i  w 2004 i trzeci w 2002. Srebrny i brązowy medalista mistrzostw Wspólnoty Narodów w 2005 roku.